# Марк (узурпатор)
Вижте пояснителната страница за други личности с името Марк.
Марк е узурпатор на императорската власт в римска Британия (406 – 407) по времето на Хонорий.
Военен с неизвестен ранг, той бил обявен за император при вестта за изтеглянето на римските гарнизони от Британия в 406. Правителството на Западната Римска империя, заплашена от голямо варварско нашествие в Галия и Италия, се нуждае спешно от допълнителни контингенти и фактически оставя британските провинции без охрана. Част от местните гарнизони и отряди отказали да се подчинят на заповедта за преместване и обявили Марк за предводител срещу ирландските келти, които правели набези от север. Неговото управление не удовлетворило армията и той скоро бил убит и заменен от друг узурпатор, Грациан (407).